# Ahmesz-Meritamon (XVII. dinasztia)
Ahmesz-Meritamon („A Hold gyermeke, Ámon által szeretett”) az ókori egyiptomi XVII. dinasztia hercegnője, feltehetőleg Szekenenré Ta-aa leánya, I. Jahmesz testvére. Címei: „a király leánya”, „a király testvére”.
Múmiáját a Dejr el-Bahari-i TT320-as sírban találták meg. Ma a kairói Egyiptomi Múzeumban található.